# Hidrohloridna so
U hemiji, hidrohloridne soli (hidrohloridi) su soli koje se dobijaju iz reakcija hidrohloridne kiseline sa organskim bazama (najčešće aminima). Takođe su poznate i kao murijati, izvedeno iz drugog imena za hlorovodoničnu kiselinu: murijatna kiselina.
Na primer, reakcija piridina sa hlorovodoničnom kiselinom (HCl) daje piridin hidrohlorid. I pored toga što se ova vrsta prikazivanja formule često koristi za označavanje hidrohlorida, tačka često nepravilno implicira da su dva molekule labavo spojena jedan s drugom, dok je proizvod te reakcije je zapravo so  sa hemijskim nazivom piridinil hlorid.
Hidrohloridne soli se obično nazivaju koristeći ime baze od koje su nastale, dodajući nastavak hidrohlorid ili HCl.

## Upotreba
Pretvaranje nerastvornih amina u hidrohloride je uobičajen način da se oni učine rastvorljivim u vodi i kiselinama. To je naročito značajno za jedinjenja koja se koriste u proizvodnji lekova. Mnogi farmaceutski preparati se proizvode u vidu hidrohlorida što im daje mogućnost da se lako i brzo oslobode u probavnom sistemu. Telo najčešće apsorbuje hidrohloride u toku 15 do 30 minuta.